# アクティファイ
株式会社アクティファイ（Actiphy, Inc.)は、バックアップ/リカバリー製品を自社開発し、販売を行っている日本のソフトウェア会社である。独自のディスクイメージングと重複排除圧縮技術をベースに、高速で確実なデータ/システム保護ソリューションのActiveImage Protectorを開発し、欧米、アジア・オセアニア諸国などでグローバルに販売している。1996年4月に「株式会社ネットジャパン」として創業され、2020年7月に社名を「株式会社アクティファイ」に変更した。

## 沿革
- 1996年4月1日 - 株式会社ネットジャパンとして設立。米国PowerQuest社などの海外ソフトウェアベンダーの製品を日本語にローカライズして国内で販売。
- 2005年6月30日 - シマンテックによるPowerQuestの買収（2003年）に伴い、PowerQuest製品の取扱いを順次終了[1]。
- 2008年 - ディストリビューターモデルから自社開発のパブリシャーモデルへ転換を図り、バックアップソリューション「ActiveImage Protector」（アクティブイメージ・プロテクター）の開発に着手。
- 2009年 - 初めての自社開発となる「ActiveImage Protector 2.5」 をリリース。
- 2012年 - 重複排除圧縮機能を搭載した「ActiveImage Protector 3.5」をリリース。
- 2014年 - Linux向けにGUIを実装した「ActiveImage Protector 4.0 Linux Edition」をリリース。
- 2016年 - 「ActiveImage Protector 2016」をリリース。
- 2017年 - 「ActiveImage Protector 2018」をリリース。
- 2018年 - USBを使用するデプロイメントツール「ActiveImage Deploy USB」をリリース。
- 2020年7月1日 - ネットジャパンから現社名に変更[2][3]。
- 2021年 - 「ActiveImage Protector 2022」をリリース。
- 2024年 - ネットワーク機能が可能となったデプロイメントツールの「Actiphy Rapid Deploy」をリリース。

## 取扱い製品
- システム/データ保護ソリューション製品
  - ActiveImage Protector  ：Windows / Linux サーバーの物理 / 仮想環境、オンプレミス、クラウド両方に対応したハイブリッド環境対応型バックアップ/リカバリーソリューション
  - ImageCenter  ：バックアップファイルをリモートで一元管理できるActiveImage Protectorの関連製品。DR対策としてイメージの転送に使用可能。
  - HyperBoot  ：イメージファイルから即座に起動できるActiveImage Protectorの関連製品。テスト環境構築に使用可能。
  - Actiphy StorageServer   ： ActiveImage Protector専用の高速でセキュアなストレージを構築可能。
  - ActiveVisor  ：ActiveImage Protectorの管理コンソール。クライアントPCのバックアップステータスのCollect（収集）、Monitor（監視）、Correct（修正）を軸にした組織全体のクライアントPC の健全性の保護、監視を統一した方法で管理可能。

- クライアントPCのデプロイメントツール製品
  - Actiphy Rapid Deploy  ：ネットワーク経由でPCのデプロイが可能なキッティングツール。
  - ActiveImage Deploy USB  ：USBメモリのみでマスターPCのイメージの作成、デプロイ作業をおこなうキッティングツール。

## 取り扱い終了製品
- PowerQuest製品
  - PartitionMagic（英語版）
  - DriveCopy
  - V2i Protector
  - Drive Image（英語版）